# Tierarzt Dr. Engel
Tierarzt Dr. Engel war eine Fernsehserie in Gemeinschaftsproduktion von ZDF und SF DRS. Die Familiengeschichte spielt im Berchtesgadener Land.

## Handlung
Die Serie handelt von dem schlitzohrigen, urbayerischen und unkonventionellen Tierarzt Quirin Engel, seiner Frau Angelika Engel, Apothekerin und Mutter von Sebastian und Anja, der Schwiegermutter von Quirin, Gerlinde Schneider, die im Haushalt mithilft, dem Ökobauern Ulrich Hallhuber, der zeitweise mit Bettina von Karlshagen liiert ist, sowie dem unehelichen Sohn von Quirin, Jan Krämer, der jahrelang Quirin verheimlicht wurde.

## Hintergrundinformationen
- Die Geschichten stammen aus der Feder des Fernsehautors Felix Huby, der u. a. für Oh Gott, Herr Pfarrer, Ein Bayer auf Rügen und den Tatort schreibt.

## DVD-Veröffentlichung
Am 4. Dezember 2009 erschien die erste Staffel der Serie auf DVD im Verleih der Universum Film GmbH. Diese enthält neben den Episoden 1–15 zusätzlich Interviews mit Hauptdarsteller Wolfgang Fierek als Bonusmaterial.
Bisher wurden keine weiteren Staffeln veröffentlicht.

## Folgen
Staffel 1:
- 1. Auf Leben und Tod (1)
- 2. Auf Leben und Tod (2)
- 3. Quirin und der falsche Wolf
- 4. Auf dem Rücken der Pferde
- 5. Affentheater
- 6. Gottes Kreatur
- 7. In der letzten Runde
- 8. Heiße Nacht
- 9. Avanti Dilettanti
- 10. Konkurrenz belebt das Geschäft
- 11. Krambambuli
- 12. Fangt den Tiger
- 13. Quirin und die Frauen
- 14. Meines Bruders Hüter
- 15. Premiere

Staffel 2:
- 16. Hunde, die beißen
- 17. Das Gerücht
- 18. Ein Unglück kommt selten allein
- 19. Wer’s glaubt wird selig
- 20. Der Wildschütz
- 21. Rivalen
- 22. Rebecca
- 23. Rinderwahn
- 24. Dumm gelaufen
- 25. Der Eiermann
- 26. Auf den Hund gekommen
- 27. Vorsicht! Wilde Tiere!
- 28. Schüsse im Kierertal

Staffel 3:
- 29. Der verlorene Bruder
- 30. Quirins Steuerreform
- 31. Kathrin
- 32. Der Clown
- 33. Schatten der Vergangenheit
- 34. Futterneid
- 35. Harte Zeiten
- 36. Sissi
- 37. Mit gezinkten Karten
- 38. Das Ungeheuer vom Tannensee
- 39. Gefahr im Fels
- 40. Feindliche Übernahme
- 41. Aufs falsche Pferd gesetzt

Staffel 4:
- 42. Väter und Söhne
- 43. In letzter Minute
- 44. Im Auftrag der Bauern
- 45. Wahltag – Zahltag
- 46. Sein bester Freund
- 47. Voller Hass
- 48. Adlerstolz
- 49. Das Glück ist ein Rindvieh
- 50. Der Heuchler und der Hund
- 51. Sturm im Wasserglas
- 52. Was macht die Oma im Internet?
- 53. Mein lieber Herkules
- 54. Was für ein Zirkus!

Staffel 5:
- 55. Falsches Spiel
- 56. Der verlorene Hund
- 57. Unglück im Glück
- 58. Keiner liebt mich
- 59. Der Uhu
- 60. Wo die Liebe hinfällt
- 61. Risiko
- 62. Eiertanz
- 63. Das Mysterium
- 64. In die Falle gegangen
- 65. Miese Tricks
- 66. Schlangengrube

Staffel 6:
- 67. Familienzuwachs
- 68. Abgestürzt
- 69. Der Schock
- 70. Der Traum vom Glück
- 71. Zwei Schlitzohren in Hinterskreuth
- 72. Der Bär
- 73. Abgründe
- 74. Jan
- 75. Der geschenkte Gaul
- 76. Wo ist Miriam?
- 77. Zwei Brüder
- 78. Wenn die Hochzeitsglocken klingen

## Kritiken
„Die Serie "Tierarzt Dr. Engel" bot über sechs Staffeln beste Familienunterhaltung. Das bayerische Original Wolfgang Fierek spielte vor malerischer Bergkulisse überzeugend die Titelrolle als engagierter Veterinär.“